# Guvernul Artur Văitoianu
Guvernul Arthur Văitoianu a fost un consiliu de miniștri care a guvernat România în perioada 27 septembrie - 30 noiembrie 1919.

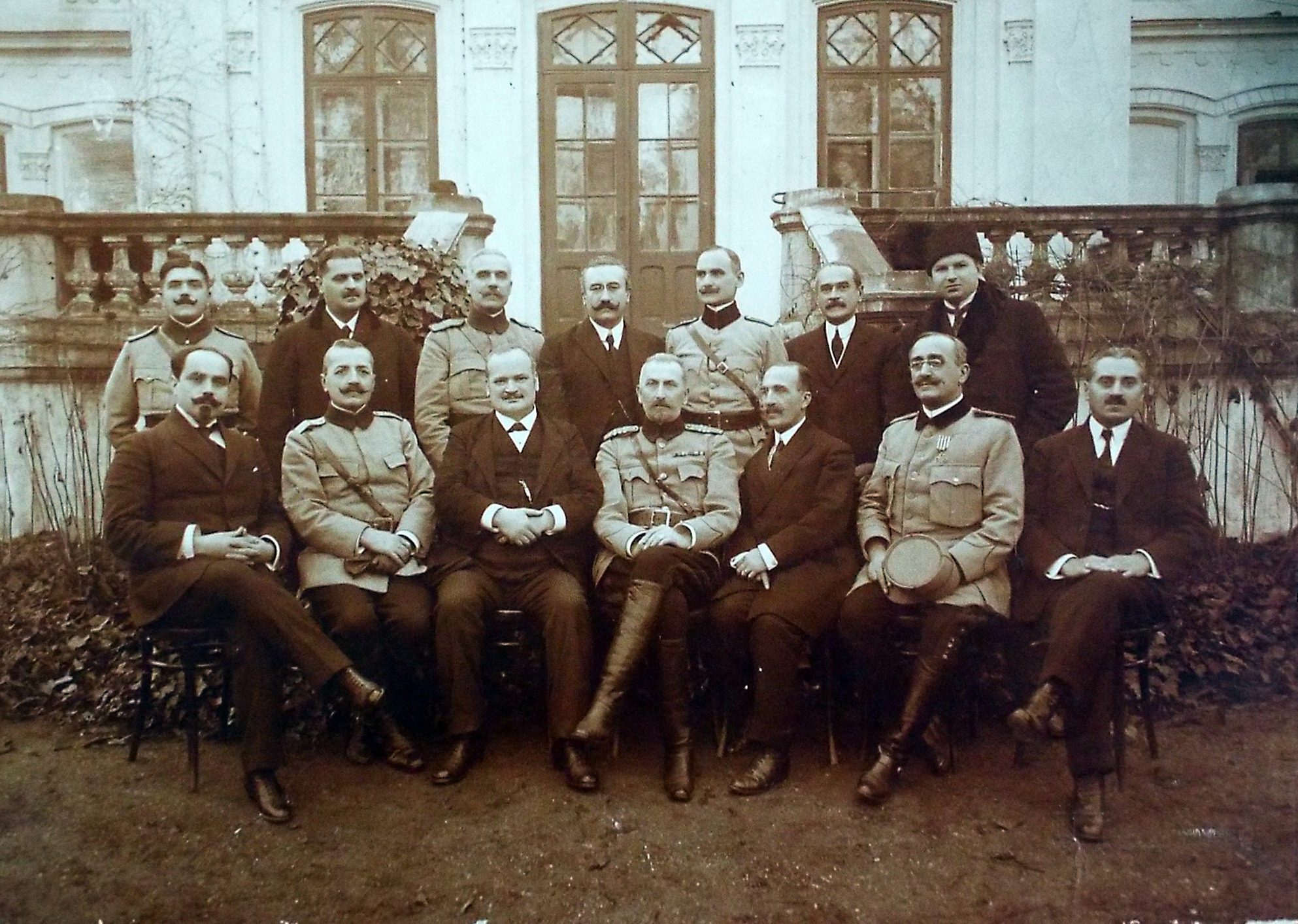
Guvernul Arthur Văitoianu la investire

## Componența
- Președintele Consiliului de Miniștri

General Arthur Văitoianu (27 septembrie - 30 noiembrie 1919)
- Ministrul de interne

General Arthur Văitoianu (27 septembrie - 30 noiembrie 1919)
- Ministrul de externe

ad-int. General Arthur Văitoianu (27 septembrie - 15 octombrie 1919)
Nicolae Mișu (15 octombrie - 30 noiembrie 1919)
- Ministrul finanțelor

ad-int. General Ioan Popescu (27 septembrie - 6 octombrie 1919)
Ion Angelescu (6 octombrie - 30 noiembrie 1919)
- Ministrul justiției

Emanuil Miclescu (27 septembrie - 30 noiembrie 1919)
- Ministrul cultelor și instrucțiunii publice

General Alexandru Lupescu (27 septembrie - 30 noiembrie 1919)
- Ministrul de război

General Ioan Rășcanu (27 septembrie - 30 noiembrie 1919)
- Ministrul lucrărilor publice

General Ștefan Mihail (27 septembrie - 30 noiembrie 1919)
- Ministrul industriei și comerțului

General Ioan Popescu (27 septembrie - 30 noiembrie 1919)
- Ministrul agriculturii și domeniilor

General Ioan Popovici (27 septembrie - 30 noiembrie 1919)
- Ministru fără portofoliu (pentru Basarabia)

Ion Inculeț (27 septembrie - 30 noiembrie 1919)
- Ministru fără portofoliu (pentru Basarabia)

Daniel Ciugureanu (27 septembrie - 30 noiembrie 1919)
- Ministru fără portofoliu (pentru Bucovina)

Ion Nistor (27 septembrie - 30 noiembrie 1919)
- Ministru fără portofoliu (pentru Transilvania)

Alexandru Vaida-Voievod (27 septembrie - 30 noiembrie 1919)
- Ministru fără portofoliu (pentru Transilvania)

Vasile Goldiș (27 septembrie - 30 noiembrie 1919)
- Ministru fără portofoliu (pentru Transilvania)

Ștefan Cicio Pop (27 septembrie - 30 noiembrie 1919)

## Sursa
- Stelian Neagoe - "Istoria guvernelor României de la începuturi - 1859 până în zilele noastre - 1995" (Ed. Machiavelli, București, 1995)

| Precedat(ă) de: Guvernul Ion I.C. Brătianu (5) | Guvernul Artur Văitoianu 27 septembrie - 30 noiembrie 1919 | Succedat(ă) de: Guvernul Alexandru Vaida-Voievod (1) |